# Střední škola v Česku
Střední škola v České republice poskytuje formální vzdělávání v rámci vyššího sekundárního vzdělávání, vytváří vzdělávací systém srovnatelný se středními školami v zahraničí a odpovídá 3. stupni v mezinárodní klasifikaci ISCED. Přestup žáka střední školy následuje po 9. třídě základní školy. Výuka na střední škole trvá 1 až 4 roky podle studijního zaměření a výsledné kvalifikace žáka ve věku 15 až 19 let. Některé střední školy přijímají už mladší žáky, kteří tak absolvují druhý stupeň základní školy (tj. nižší sekundární vzdělávání) i navazující středoškolské vzdělání na stejné škole (šestiletá a osmiletá gymnázia a konzervatoře). Střední škola navazuje na primární a nižší sekundárního vzdělávání, pokračovat ve studiu lze v terciárním vzdělávání na vyšší odborné škole nebo vysoké škole.

## Charakteristika
Střední školy v Česku poskytují buď všeobecné střední vzdělání (gymnázium) nebo střední odborné vzdělání (střední odborné učiliště, střední odborná škola) nebo úplné střední odborné vzdělání (střední škola určitého směru, např. Střední průmyslová škola). Mezi hlavní úkoly středních škol patří získávání vědomostí, rozvíjení dovedností a schopností, které studenti nabyli v průběhu základního vzdělání. Vytváří podmínky pro samostatnost studentů při získávání informací a další učení v průběhu života.
V České školské soustavě existují víceleté střední školy, do kterých přecházejí žáci po 5. nebo 7. třídě (osmiletá a šestiletá gymnázia a konzervatoře).

### Stupně vzdělání
Střední školy poskytují podle délky a hloubky studia různé stupně vzdělání:
1. Střední vzdělání – dosáhne student, pokud absolvuje jedno- nebo dvouleté studium v denní formě.
2. Střední vzdělání s výučním listem – dosáhne student, pokud absolvuje dvou- nebo tříleté studium v denní formě a získá tak výuční list.
3. Střední vzdělání s maturitní zkouškou – dosáhne student, pokud absolvuje čtyřletý vzdělávací program v denní formě, nebo šestileté nebo osmileté gymnázium a složí maturitní zkoušku.

### Obory vzdělání
Na výše uvedených stupních středního vzdělání si zák může dle svého zaměření vybrat obor vzdělávání. Obory středních škol určuje na základě Školského zákona svým nařízením vláda (jsou označeny číselným kódem a písmenem podle kategorie, například obor 66-51-H/01 Prodavač). Střední školy vyučují obory kategorie C, J, D, E, H, K, L, M a zaměření dle oblasti vzdělávání, např. potravinářství, strojírenství atp.).

### Typy středních škol
Podle vyhlášky o středním vzdělávání existují v ČR tyto typy středních škol, které se liší podle zaměření. Jsou to gymnázia, střední odborné školy, které se dále člení na školy průmyslové, obchodní akademie, školy zdravotnické, pedagogické, zemědělské, lesnické, hotelové, vinařské, rybářské, zahradnické, střední umělecké a uměleckoprůmyslové školy. Dále jsou zde střední odborná učiliště, odborná učiliště, odborná škola a praktická škola.
GymnáziumGymnázium je výběrová střední škola poskytující úplné střední vzdělání. Žáci na konci skládají maturitní zkoušku. V průběhu studia jsou studenti připravováni na vyšší stupeň vzdělávání a pomaturitní studium. V současné době jsou v ČR gymnázia čtyřletá, šestiletá nebo osmiletá. Gymnázia mohou být veřejná, soukromá nebo církevní.
Střední odborná školaStřední odborná škola připravuje žáky na výkon povolání v oborech hospodářských, technických, zdravotnických, sociálních, ekonomických, správních, kulturních nebo uměleckých. Poskytuje úplné střední vzdělání zakončené maturitní zkouškou.
Střední pedagogická školaStřední pedagogická škola připravuje žáky pro profesi učitelů nebo vychovatelů v předškolních zařízeních a zařízeních pro výchovu v mimoškolní době.
Střední průmyslová školaStřední průmyslová škola připravující žáky pro realizaci v oborech hospodářství a infrastruktury. Jsou průmyslové školy dopravní, elektrotechnické, strojnické, chemické, sdělovací techniky, stavební, uměleckoprůmyslové.
Střední umělecká školaStřední umělecká škola poskytuje vzdělání v uměleckých oborech a uměleckých řemeslech. Žáci mohou zúročit dovednosti, které dříve nabyli v základní umělecké škole.
Střední zdravotnická školaStřední zdravotnická škola vzdělává žáky v oboru zdravotnictví, absolventi se uplatní jako praktické sestry, ošetřovatelé nebo na dalších pozicích ve zdravotnictví.
Obchodní akademieObchodní akademie své žáky vzdělávají v oboru ekonomie, finančnictví, cestovního ruchu a administrativy. Absolventi mohou najít uplatnění v bankovním sektoru nebo účetnictví.
Střední odborné učilištěStřední odborné učiliště připravuje žáky pro výkon povolání v dělnických profesích, náročných dělnických povoláních, nebo zaměstnání v oblasti služeb. Studium může být zakončeno maturitní zkouškou nebo závěrečnou zkouškou. Součástí výuky je teoretická i praktická výuka a také výchova mimo vyučování.

## Průběh středního vzdělávání

### Přijímání na střední školu
Základním předpokladem k přijetí na střední školu je splnění povinné školní docházky na základní škole nebo ukončení vzdělávání na základní škole před splněním povinné školní docházky a splnění podmínek přijímacího řízení. O přijetí zájemců rozhoduje ředitel školy. Přijímací řízení vyhlašuje ředitel školy. Ředitel školy také vyhlašuje kritéria pro přijímání, počet přijatých zájemců a vyhlašuje přijímací zkoušku. U studijních oborů ukončených maturitní zkouškou je přijímací zkouška vždy z českého jazyka a matematiky.

### Přihláška a přijímání ke studiu
Zájemce o studium musí podat přihlášku ke studiu. Přihláška musí být na tiskopisu, který vydalo ministerstvo školství. Každý žák si smí podat pouze dvě přihlášky do 1. března daného roku.

#### Organizace přijímacích zkoušek a jejich hodnocení
Pokud je konána písemná zkouška, musí být o tom uchazeči informováni nejméně 14 dní předem. Uchazeč má právo vykonat zkoušku dvakrát v různém termínu. Přijímací zkouška pro šestileté a osmileté gymnázium je konána v jiném termínu než pro čtyřleté studium. Pokud se uchazeč nemohl ze závažných důvodů ke zkoušce dostavit, dostane příležitost konat zkoušku v náhradním termínu.
O přijetí do studijního programu rozhoduje ředitel školy na základě vysvědčení ze základní školy a výsledků konané přijímací zkoušky. Je možné zohlednit i další dosažené úspěchy. Po ukončení přijímacího řízení ředitel školy zveřejní seznam přijatých uchazečů a rozešle oznámení nepřijatým uchazečům. Pokud nebyl uchazeč přijat, může podat odvolání proti rozhodnutí, a to nejpozději do 3 dnů od jeho doručení. V případě, že v prvním kole přijímacího řízení nebyla naplněna kapacita školy, je možné vyhlásit druhé kolo.

### Průběh a hodnocení
Vzhledem ke studijnímu  oboru je studium rozděleno na teoretické nebo praktické. Praxe může být vykonávána i mimo školu ve vhodných pracovištích. Na konci každého pololetí dostává student vysvědčení, které může být ve formě klasifikace známkou, slovního hodnocení nebo kombinací obou. K postupu do dalších ročníků je vždy třeba prospět ze všech povinných předmětů. Pokud student neprospěje, může vykonat opravnou zkoušku.

### Ukončení středního vzdělávání
Vzdělávání může být ukončeno závěrečnou nebo maturitní zkouškou. Dokladem o úspěšném zakončení studia je vysvědčení o závěrečné zkoušce, výuční list nebo maturitní vysvědčení. Složením závěrečné zkoušky studenti prokazují získání dovedností a vědomostí, stanovených v programu pro dané studium.
V případě vzdělávání bez výučního listu koná student pouze praktickou a ústní zkoušku z odborných předmětů. Pokud je vzdělávání ukončeno výučním listem, sestává závěrečná zkouška z písemné zkoušky, ústní zkoušky a praktické zkoušky.
Maturitní zkoušku student vykonává ze společné a profilové části. Pro úspěšné vykonání zkoušky musí splnit obě části. Společná část zkoušky je vykonávána z českého jazyka a literatury, cizího jazyka nebo matematiky. Zkouška se skládá z didaktického testu, písemné práce a ústní zkoušky. Pro profilovou část si student volí dva nebo tři předměty. Nabídku předmětů určuje ředitel školy. Profilová část maturitní zkoušky může mít tyto formy: práce a její obhajoba před komisí, ústní, písemná nebo praktická zkouška, případně kombinace těchto forem. Předpokladem k připuštění k maturitní zkoušce je ukončení posledního ročníku střední školy. Za přípravu a průběh společné části maturit odpovídá ministerstvo. Za řádný průběh ve škole odpovídá ředitel školy.

### Nástavbové a zkrácené studium
Střední školy organizují nástavbové studium pro studenty, kteří získali výuční list ve tříletém denním studiu daného oboru. Student pokračuje ve studiu stejného oboru ještě dva roky. Student je ke studiu přijat na základě přijímacího řízení. Nástavbové studium je ukončeno maturitní zkouškou. Pokud student získal výuční list nebo složil maturitní zkoušku v jiném oboru, může studovat další školu ve zkráceném termínu. Studium trvá 1–2 roky, studium je v denní formě. Výsledkem je výuční list případně maturita v požadovaném oboru.

## Provozovatelé středních škol
Existují 4 druhy středních škol podle dělené podle zakladatelů a provozovatelů: 
Státní školaStátní škola je škola, jejímž zřizovatelem je stát nebo jiný subjekt státní správy, například ministerstvo.
Veřejná školaVeřejná škola je škola, jejímž zřizovatelem je subjekt samosprávy, tedy kraj, obec či městská část/městský obvod.
Soukromá školaSoukromá škola, kterou zřizuje a provozuje soukromý subjekt. Školy, které se zařadí do sítě škol mohou dostávat od státu dotace. Mohou existovat i školy, které se do sítě nezařadí, tyto dotace od státu nedostávají. Jsou financovány ze školného a jiných zdrojů.
Církevní školaCírkevní škola je zřizována církví nebo církevním subjektem, zpravidla klade důraz na náboženskou výchovu. V ČR mohou tyto školy zřizovat jen státem uznané církve a náboženská společenství. Na úrovni středních škol existují zejména církevní gymnázia.

## Formy vzdělávání
Školský zákon stanovuje prezenční formu (denní) jako hlavní způsob vzdělávání na školách. Umožňuje ale i dálkovou a její varianty (večerní, distanční a kombinovanou).

## Statistické údaje
Školní rok 2007/2008: 1 447 středních škol, 569 267 žáků středních škol:
České školství je charakteristické vysokým podílem odborného vzdělání (asi 80%), pouze asi 19 % žáků studuje na školách se všeobecným vzděláním (gymnázia).
Nejvíce dětí studuje školy se středním vzděláním zakončené maturitou – ve školním roce 2007/2008 na toto studium nastoupilo cca 68 % žáků (gymnázia, maturitní obory SOŠ a lycea).
Odborné vzdělávání v učebních oborech si v tomto období vybralo 31 % žáků + 7 % žáků studijních oborů SOU, kde žáci získávají maturitní vysvědčení i odbornou praxi odpovídající vyučení.
Podíl žáků v oborech bez maturity a výučního listu je minimální.